# 普羅斯佩克特角

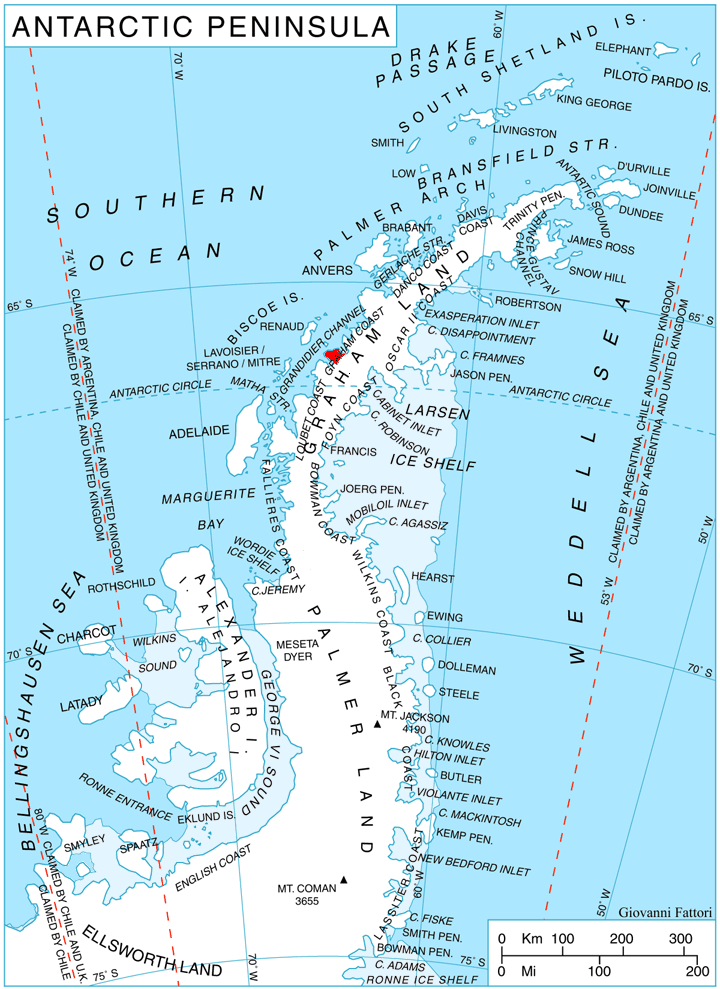

普羅斯佩克特角（英語：Prospect Point）是南極洲的海岬，位於葛拉漢地的韋林格勒半島西端，由英國的測量隊繪入地圖，現時由南極條約體系管理。

## 外部連結
- SCAR Composite Gazetteer of Antarctica（页面存档备份，存于）.

66°1′S 65°21′W / 66.017°S 65.350°W